# Volvo B11R
Volvo B11R — шасси, на котором строили свои автобусы различные автопроизводители, выпускаемое шведским автопроизводителем Volvo Bussar с 2011 года. Пришло на смену шасси Volvo B12B. Вытеснено с конвейера Volvo B13R.

## Информация
B11R является стандартным шасси для автобусов 9700 и 9900, за исключением североамериканского 9700, в котором до сих пор используется B13R. Он также доступен на индийском рынке и продается Volvo под брендом 9400, имеет длину 14,5 метра и кузов, аналогичный по конструкции европейскому Volvo 9700/9900 до 2018 года.
Также выпускается версия для двухэтажных автобусов, известная как B11RLE. Впервые он был представлен в июне 2018 года с кузовом Plaxton Panorama для рынков Великобритании и Ирландии, а затем был распространён на континентальную Европу в феврале 2020 года с запуском Volvo 9700DD, двухэтажной версии Volvo 9700.
По состоянию на октябрь 2014 года, Великобритании и Ирландии было продано более 150 автобусов. Польский оператор PolskiBus приобрел 20 автобусов с кузовами Plaxton Elite, в то время как новозеландский оператор ManaBus приобрел парк B11R с кузовом Kiwi Bus Builders.
B11R также доступен на заводе в Куритибе, Бразилия, но там он назван в честь мощности двигателя, с диапазоном B380R / B430R для Евро-3 и B340R / B380R / B420R / B450R для Евро-5. Двигатели мощностью 330, 370 и 410 л. с. получили названия, соответствующие прежним значениям для предыдущего диапазона B12R, который они заменили. Как и его предшественник, B12R, он также доступен в четырёхосной версии.